# Hubert Wagner (Politiker)
Hubert Wagner (* 1. Februar 1900 in Münstermaifeld; † 7. Mai 1994 in Kall) war ein deutscher Politiker (SPD). Er war von 1950 bis 1954 Mitglied des Landtags von Nordrhein-Westfalen.

## Leben
Wagner absolvierte eine Ausbildung an einem Lehrerseminar und war anschließend als Lehrer, Rektor und Stadtschulrat tätig. Später war er auch in der Braunkohlenindustrie beschäftigt. 
Wagner war seit 1923 SPD-Mitglied. Er war schon zur Zeit der Weimarer Republik Gewerkschaftsmitglied, nach dem Zweiten Weltkrieg in der Gewerkschaft Erziehung und Wissenschaft. Nach 1945 war er Mitglied in verschiedenen Ausschüssen der Stadt Duisburg. Wagner wurde in der zweiten Wahlperiode als Direktkandidat im Wahlkreis 70 (Duisburg-Altstadt) in den nordrhein-westfälischen Landtag gewählt, er war Abgeordneter vom 5. Juli 1950 bis zum 4. Juli 1954.